# Jaskinie Grudziądzkie
Jaskinie Grudziądzkie este o arie protejată (sit de importanță comunitară — SCI) din Polonia întinsă pe o suprafață de 0,44 ha, integral pe uscat.

## Localizare
Centrul sitului Jaskinie Grudziądzkie este situat la coordonatele 53°30′42″N 18°47′49″E / 53.5116°N 18.797°E.

## Înființare
Situl Jaskinie Grudziądzkie a fost declarat sit de importanță comunitară în ianuarie 2021 pentru a proteja un număr necunoscut de specii din flora spontană și fauna sălbatică aflate în arealul zonei.

## Biodiversitate
Situată în ecoregiunea continentală, aria protejată conține 1 habitat natural: Peșteri inaccesibile publicului.
La baza desemnării sitului se află un număr nedeclarat de specii protejate.